# جولیانو مدیچی
جولیانو دِ مدیچی (به ایتالیایی: Giuliano de' Medici)
پسر دوم پیرو مدیچی و برادر کوچکتر لورنتزوی مدیچی بود که در یکشنبه (۲۶ آوریل ۱۴۷۸) با توطئه خاندان پاتزی و به دست فرانچسکو پاتزی و برناردو برنچولی با ۱۹ ضربه شمشیر به سرش کشته شد و در کلیسای سن لورنزو در آرامگاه مدیچی در کلیسای سن لورنتسوی فلورانس در کنار آرامگاه برادرش لورنتسو به خاک سپرده شد. او پدر پاپ کلمنت هفتم بود.